# Робінзони космосу
«Робінзони космосу» (фр. Les Robinsons du Cosmos) — науково-фантастичний пригодницький роман французького письменника та науковця Франсіса Карсака, опублікований в 1955 році. У романі розповідається про освоєння невідомої планети, схожої на Землю, групою людей, що потрапила на неї в результаті міжпланетного всесвітнього катаклізму.
Книга побудована як мемуари одного француза, що опинився з вижившими на іншій планеті — Жана Бурна, який на початку свого оповідання був молодим геологом, що приїхав провідати дядька-астронома в обсерваторії у Французьких Альпах, яка знаходиться в невеликому провінційному містечку у долині між гір. За всіма фактами, це регіон Рона-Альпи.
Російськомовним читачам роман відомий тільки по сильно скороченому перекладу Ф. Мендельсона. Українською роман поки що не видавався.

## Подробиці сюжету
З самого початку книги читачам дають зрозуміти про якісь дивні події, що відбуваються в космосі. Космічний корабель, що повертався з експедиції до орбіти Нептуна (дія, очевидно, відбувається в майбутньому), був відхилений від свого курсу за незрозумілої причини; також в Альпійській обсерваторії помітили, що туманність Андромеди виявилася не там, де очікувалося. У вечір прибуття Жана в обсерваторію вибухнула катастрофа, в результаті якої невелика частина Землі (село з обсерваторією, ракетний завод, замок швейцарця-мільйонера і навколишня місцевість) виявилися в буквальному сенсі відрізані від Землі і перенесені на невідому планету. Цей катаклізм пізніше описується як «зіткнення Всесвітів».
Згідно їх підрахунків населення містечка і вцілілих ферм досягало 2847 чоловік, з них 943 чоловіка, 1007 жінок і 897 дітей віком до 16 років. Худоби було багато, особливо корів. Вони повинні були стати новим генофондом цілої планети. Новий дім, вони назвали латинським варінтом «Землі» — Теллус. Нові світила, яких тут було два, якщо вважати розпечену планету світилом, — Геліос (сине) та Соль (червоне). Три нових супутники вони назвали: найбільшу — Феб, середню — Селена, маленьку — Артеміда. Виявленим рікам, згодом, давали імена: Дордонь, Дронна, Ізель та інші французькі назви.
Серед людей, перенесених на Теллус, виявилися представники різних професій і занять, так само як і неофашистська організація, голова якої — Іоахім Хоннегер, спробував захопити владу на новій планеті. Однак протагоніста вдалося осадити в замку і розгромити їх добре озброєну банду, в короткий термін створивши ополчення, побудувавши катапульту, і начинивши порохом оболонки ракет, що були на вцілілому заводі. Це була їх перша Війна, проведена цілком на «земному» відрізку… Але ще більші жахи ховала у собі нова планета, населена неймовірними і жахливими істотами…
Люди поступово влаштувалися на новій планеті. Встановили владу, розподілили запаси. Однак, фауна планети виявляється досить агресивною і небезпечною: населення починає страждати від нальотів літаючих хижаків — «гідр». Гідри, схожі за суттю до личинок земного жука-плавунця, який вприскує жертві отруту, яка розріджує її внутрішні органи, які плавунець потім висмоктує. Новоутворений уряд з 9 людей приймає рішення організувати експедицію з дослідження планети з метою переселення в менш небезпечне місце, а також, через те, що ресурсів на ізольованому півострові вистачить ненадовго. Жан Бурна був обраний одним з учасників експедиції, оскільки саме йому була відведена роль того, хто знайде ресурси, біля яких і оселяться люди. Під час поїздки по планеті було відкрито багато видів тварин, а також розумна раса кентаврів, які називають себе ссвісами. Були також знайдені величезні поклади нафти, вугілля, газу і залізної руди.
Спершу, свісси і люди ворогували, але коли підібрали пораненого свісса Взліка, через якого змогли домовитися з його племенем, ворожнеча припинилася. Земляни уклали договір зі ссвісами про переселення на частину їхніх земель, в обмін на зброю та допомогу в боротьбі зі слвіпами, ворожими племенами чорних кентаврів. Побудували судно і багатьма рейсами перебралися на нові землі, заснувавши на них міста: Порт-Леон, і нову столицю Кобальт-Сіті. Одного разу, Жан ловить радіосигнал і до їх здивування, над їх столицею Кобальт-Сіті пролітає невідомий літак. Виявилося, що на Теллус була перекинута також частина території США з містом Новий Вашингтон (трохи піднімався над водою, рівнинний острів з двома схилами, на яких тіснилися будинки; спочатку там було близько 55 тисяч людей, які загинули через катастрофу та суміжні фактори, зашилося 11 тисяч), яка потрапила на потопаючий острів в океані. Французи пливуть на своєму новому кораблі рятувати американців, літак яких впав на південному континенті. До цього моменту французи збудували 2 корабля: «Конкеран» та «Темерер», а також баржі, які стали у нагоді для порятунку людей із острову. Французи в терміновому порядку вивозять американців, й також аргентинців, канадців і норвежців, що були там, на материк і вони засновують нові держави, будуючи свої власні поселення.
Свісси для цього виділили людям ще землі, по праву, насправді, які належали чорним слвіпам та червоним свіссам. Французи побудували для них будинки біля підніжжя гір, поки кораблі з вантажем і людьми йшли через більш, ніж чотири тисячі кілометрів до Північного материка, Нової Франції, і, фактично, Нової Америки. Було вирішено, що американці задовільняться поки землями червоних свіссів, відклавши завоювання території слвіпів до кращих часів саме тому, що за неї довелося б воювати. Американці побудували там місто Новий-Новий Вашингтон, і 7 поселень, які нараховували більш ніж 5 тисяч жителів. Населення Нової Франції також збільшилося за рахунок 600 моряків «Сюркуфа» та 60 аргентинців, що забажали жити у «латинській країні». Окрім того, до них приєдналися і 50 чоловік канадських французів. Норвежці, пасажири вцілілого круїзного лайнера, попросили щоб їм виділили невеликий куточок землі, де вони побудували риболовний порт. Їх було близько 250 чоловік.
Згодом ледь не вибухнула війна між французами та американцями, а також відбулася війна між людьми, ссвісами і ворожими слвіпами (чорними ссвісами), у якій слвіпи отримали поразку, а американці вистроїли форти по усьому своєму кордоні.
Зрештою всі конфлікти були улагоджені, держави раси людей об'єдналися в Союз Вільних Республік Теллуса, і наступні кілька десятиліть були присвячені дослідженню, розвитку і підкоренню планети. Розбудові міст та інфраструктури: залізничних шляхів та шосе, розвиткові технологій. Під час написання мемуарів Кобальт-Сіті став великим містом, повним людей і ссвісів, які чудово інтегрувалися у людське суспільство і могли похвалитися вже власними науковими дослідженнями та здобутками, хоча досі жили у печерах. Новою столицею стало місто Уніон. Стяг СВРТ — біло-синє полотнище з 5 білими зірками (за кількістю республік: Нова Америка, Нова Франція, Нова Аргентина, Телусійська Канада і Нова Норвегія). Дві мови було оголошено офіційними — англійська та французька. Після президентства Менара, нові президенти — американець Кроуфорд і норвежець Хансен, зусилля направили на розвиток промисловості. Більшість головних героїв вже померли, а Жан перетворився на немічного старого, який заповідає своїм нащадкам продовжити освоєння нової планети на основі старого особистого щоденника, який він спалить по завершенні історії. Усі почули заклик до нових відкриттів і почали досліджувати свою нову планету!

## Персонажі
- Жан Бурна — головний герой, геолог. Опинився у Альпійському селі, коли відвідував свого дядька. Він займає суто важливу роль у сюжет, — без нього виживші навряд чи б знайшли і отримали вугілля, нафту, алюміній та інші корисні метали та руди. Член Комітету спасіння.
- Робер Менар — астроном-вчений, фізик, — дядько Жана, який також був включений до Комітету спасіння. Він вивчив нову Сонячну систему і виокремив декілька теорій причин катастрофи, а також, саме завдяки його знанням у військовій хімії, вони змогли створити ракети, щоб перемогти у війні та боротьбі з гідрами. Був також першим президентом Союзу республік Теллуса.
- Мартіна Соваж — допомагала Менару у дослідженнях в абсерваторії, молодий науковець. Відправлялася в першу експедиція разом з Жаном. Його кохана, та згодом, дружина.
- Мішель Соваж — брат Мартіни, брав участь у першій експедиції, астроном, добрий друг Жана. Високий блондин. Член Комітету спасіння.
- Етранж — Член Комітету спасіння.
- Альфред Нарньє — заступник мера, що загинув під час катастрофи, багатий пан. Фактично новий мер та голова Комітету спасіння, до того моменту, як не загинув через гідр.
- Кюре — церковний служка, врятував хлопчика від гідри, пожертвуваши своїм життям. Член Комітету спасіння.
- Марі Прель — у минулому, муніципальний радник, селянка, поважна через роки та розум. Член Комітету спасіння, починала розробку засад Права для нового суспільства.
- Бернар Верілак — першим розповів про ознаки катастрофи, що гряде. Член перших космічних експедицій до Нептуна та Марса, друг Жана. Залишився на Землі.
- Массакр — друг Менара, відомий хірург, що рятував життя людей після катастрофи. Згодом, у Кобальт-Сіті відкрив свою клініку і навчав молодих своїй справі, продовжуючи допомагати людям.
- Андре Бреффор — друг Менара та Массакра, антрополог, що пережив катастрофу разом з усіма.
- Жак Етранж — металург, директор вцілілого заводу.
- Роза Феррьє — зіграла роль, сама того не бажаючи, Єлени Спартанської й послужила причиною першої війни на Телуссі.
- Іоахім Хоннегер — неофашист, контрабандист, через якого відбулася перша війна на Теллусі. Хотів захопити владу і жити за рахунок інших. Покінчив життя самогубством, отруївшись.
- Шарль Хоннегер — самозакоханий син Іоахіма. Був вбитий під час війни.
- Мадлена Дюшер — кіноактриса, коханка Іоахіма Хоннегера.
- Взлік — свісс, якого врятували учасники першої експедиції. Вони навчили його своїй мові і за його допомогою встановили мир серед людей і свіссів, закріпивши союз між ними, особливо через той факт, що він міг стати наступним вождем, одружившись з дочкою старого вождя.
- Лінкольн Дональдсон — перший президент Нового Вашингтону.

### Перші вибори Комітету суспільного порятунку
Ніякої точної програми ніхто не просував. Тим, що прийшли, просто оголосили, що вони повинні вибрати Комітет Суспільного Спасіння, з 9 людей. Проходить відповідно той, хто набрав найбільшу кількість голосів. Кожний виборець, повинен подати список з 9 іменами. Голосували 1302 людини.
- Альфред Нарньє (987 голосів)
- Далекий родич Альфреда, шкільний вчитель (900 голосів)
- Кюре — церковний служка (830 голосів)
- Луі Морєр (802 голоса)
- Марі Прель (801 голос)
- Робер Менар (798 голосів)
- Етранж (780 голосів)
- Мішель Соваж (706 голосів)
- Жан Бурна (700 голосів).

## Члени екіпажу першої експедиції
- Жан Бурна — начальник експедиції і геолог.
- Бреффор — заступник начальника.
- Вандаль — зоолог і ботанік. Він збирав перші зразки тварин і рослин, які згодом стали основою нового Музею Теллуса.
- Мішель Софаж — штурман.
- Бельтер — геологорозвідник.
- Поль Шеффер — механік та радист.
- Друг Луї — бормеханік.
- Мартіна Соваж — санітарка та кухарка.

## Нова Франція на Теллусі
Нова Франція після «героїчного періоду» була утворена з таких департаментів:
1. департамент Кобальт (5000 чоловік), столиця Кобальт-Сіті (800 чоловік) і місто Порт-Леон (324 чоловіка);
2. департамент Західний порт, столиця під тією ж назвою (600 людей);
3. департамент Нафтових свердловин (50 робітників);
4. департамент Больє-Шахтарський, що включає Чарівне Озеро з містом Больє (400 чоловік) і Північним портом (60 чоловік).

Населення Нової Франції досягало 6 тисяч людей. У Порт-Леоні, Західному порті та Больє — були власні муніципальні ради. Центральна влада була з 5 депутатів парламенту, яких вибирали голосуванням, і незмінної Ради, з 7 людей: спочатку це був Менар, Мішель, Етранж, Бевен, Луї, кюре і Жан. Парламент мав право вносити законопроєкти, призначати міністрів і затверджувати їх рішення. Рада, попри законодавчі права, мала право вето, зупинку будь-яких рішень на 6 місяців. У випадку надзвичайного стану — Рада зосереджувала владу у своїх руках. Виникли 3 політичні партії:
- Партія колективістів на чолі з Луї, отримала у парламенті 20 місць.
- Консервативна селянська партія, отримала у парламенті 20 місць.
- Лаберальна партія, організована Етранжем отримала 10 місць.

## Види істот на планеті Теллус

### Розумні
- Жовті свісси — союзники людей, досить кмітливі та розумні, культурні племена кентаврів. Мають три ока, руки та 4 ноги з копитами. Несуть яйця. Живуть 100—120 років. Дуже войовничі.
- Червоні свісси — предки жовтих свіссів, що живуть на півдні Старого материка, і перейняли технології прибульців. Мають власну писемність.
- Чорні слвіпи — ворожі до людей і свіссів варварські племена кентаврів, дуже жорстокі, канібали.
- Інопланетні розумні істоти з планети Тілір — були дуже високими, з розвинутої цивілізації, що скоріш за все, існувала на сусідній планеті, яку люди назвали Аресом, за аналогією до Марса в Сонячній системі. Їх корабель розбився на пустельному острові Тайни. Червоних свіссів вони навчили робити сталь та іншим технологіям. Шкіра, скоріш за все, була чорного кольору, мали вони лише одне око. Зріст 2 з половиною метри.

### Не розумні
- Тигрозавр — хижак, дуже сильний та небезпечний звір. Не особливо розумний. Має шість ніг.
- Голiаф — дуже великий і схожий на динозавра, має три ока, зазвичай дуже високий. Над головою рога, як у оленя.
- Гідри — існують два відомих види гідр: зелені (на Північному материку) та коричневі (на Південному материку). Гідри спілкуються між собою за допомогою радіосигналів, мають розвинений мозок. Дуже сильні та небезпечні. Харчуються як Земні жуки-плавунці. Літають за допомогою надувних мішків. Коричневі південні гідри дуже великі — 15-20 метрів у діаметрі. Зелені ж — до десяти метрів.
- Гадюки — сліпі удави, до 10-15 метрів, що також вприскують розчин, що розкладає тканини з середини та висмоктують це.
- Слони — схожі на земних слонів травоїдні, але відрізняються тим, що мають шість ніг та три ока.
- Кальмари — величезні хижі жителі океанів, схожі на земних кальмарів.